# Breckenridge (Michigan)
Pour les articles homonymes, voir Breckenridge.
Breckenridge est un village du comté de Gratiot, dans l'État du Michigan, aux États-Unis. En 2020, il comptait une population de 1 238 habitants.